# Jánna Terzí
Jánna Terzí, (ógörögül: Γιάννα Τερζή) (Szaloniki, 1980. december 1. –) görög  énekesnő. Ő képviselte Görögországot a 2018-as Eurovíziós Dalfesztiválon, Lisszabonban, a Oniro mou című dallal. Az első elődöntőből nem sikerült továbbjutnia, mivel a 14. helyen végzett, 81 ponttal.

## Diszkográfia

### Nagylemezek
- 2006: Γύρνα το Κλειδί (Gýrna to klidí)
- 2008: Άσε με να Ταξιδέψω (Àse me na taxidépso)

### Kislemezek
- 2008: Άσε με να Ταξιδέψω (Àse me na taxidépso)
- 2018: Όνειρό μου (Óniró mou)